# Cal Pallarès (les Valls d'Aguilar)
Cal Pallarès és una masia situada al municipi de les Valls d'Aguilar, a la comarca catalana de l'Alt Urgell. Es troba prop d'un petit jaciment paleontològic que abasta des del Permià fins al Triàsic mitjà, en el qual s'han trobat icnites de tetràpodes fòssils.